# Harpotanais birsteini
Harpotanais birsteini är en kräftdjursart som beskrevs av Rosalia Konstantinovna Kudinova-Pasternak 1973. Harpotanais birsteini ingår i släktet Harpotanais och familjen Neotanaidae. Inga underarter finns listade i Catalogue of Life.